# Saint-Aimé
Saint-Aimé è un comune del Canada, situato nella provincia del Québec, nella regione di Montérégie.